# Extreme Driving
Extreme Driving är en olaglig körteknik där föraren tar sig igenom trafiken med hög hastighet. För att kunna utöva denna körteknik krävs mycket träning och bra körvana. Det finns inga konkreta regler när det gäller Extreme Driving. Extreme Racing är däremot rätt så lik streetracing förutom att här finns inga bestämda sträckor som man tävlar i. I extreme driving är det oftast bara en bil som utövar detta. I extreme racing är det flera bilar inblandade.

## Toppförare
- Giorgi Tevzadze (Georgien)
- Eric Davidovich (Georgien)
- Goga Toloraia (Georgien)
- Receitas De Escargot  (Brasilien)